# Banganapalle
Banganapalle (ou Banagana Palli) é uma cidade no estado indiano de Andhra Pradesh. Fica no distrito de Kurnool, 70 km  a sul da cidade de Kurnool. Banganapalle é famosa pelas suas mangas, tendo inclusive um cultivar próprio,  com o nome de Banganapalli.
Alguns dos locais próximos, de interesse turístico são:
- Yaganti - local de peregrinação hindu
- Veerabramhendra Swami Matham
- Mahanandi
- Belum Guhalu

Entre 1790 e 1948, Banganapalle foi a capital de um estado principesco com o mesmo nome.